# Palden Thondup Namgjal
Palden Thondup Namgjal (ur. 23 maja 1923 w Gangtoku, zm. 29 stycznia 1982 w Nowym Jorku) – dwunasty i ostatni władca (czogjal) Sikkimu.

## Życiorys
Naukę rozpoczął w St. Joseph’s Convent w Kalimpongu, którą z powodu malarii musiał przerwać. W wieku od ośmiu do jedenastu lat był przygotowywany przez wuja, Lhatsuna Rimpocze, do zostania mnichem, po czym został przełożonym klasztorów Phodong i Rumtek. Następnie kontynuował naukę w St. Joseph College w Dardżylingu oraz na studiach w Bishop Cotton School w Simli w 1941 roku.
Namgjal służył, jako doradca do spraw zewnętrznych, w zespole negocjacyjnym który miał objąć władzę po uzyskaniu niepodległości przez Indie w 1949 roku. Negocjatorom przewodniczył jego ojciec, sir Taszi Namgjal, 11. czogjal Sikkimu. W 1954 został odznaczony indyjskim Orderem Padma Bhushan. W 1965 roku zmarł ojciec Namgjala, po którym ten został nowym władcą. W 1975 Sikkim, po referendum większością głosów (97% poparcia) został przyłączony do Indii, w ten sposób kończąc panowanie Namgjala nad niezależnym państwem.
Palden zmarł na raka w Nowym Jorku 29 stycznia 1982 roku.

## Życie prywatne
W 1950 roku Namgjal poślubił Deki Sangey, pochodzącą z ważnej tybetańskiej rodziny. Mieli dwóch synów i córkę. Sangey zmarła w 1957 r. W 1963 roku Namgjal ożenił się ponownie z dwudziestodwuletnią Amerykanką Hope Cooke, wzbudzając międzynarodowe zainteresowanie. W 1980 roku małżeństwo rozpadło się. W roku 1977 w wypadku samochodowym zginął jego najstarszy syn.

## Tytuły
- 1923–1941: Thondup Palden książę Namgyal
- 1941–1947: Thondup Palden Panch Sri Maharajkumar Namgyal
- 1947–1954: Namgyal Thondup Palden Panch Sri Maharajkumar
- 1954–1963: Namgyal Thondup Palden Panch Sri Bhushan Padma Maharajkumar
- 1963–1965: Namgyal Thondup Palden Chempo Panch Sri Bhushan Padma Chogyal Muwong Jego Wysokości, Chogyal Maharadży Sikkim’u
- 1965–1982: Major-Generał Jego Wysokość Namgyal Thondup Palden Chempo Panch Sri Bhushan Padma Chogyal Muwong, Maharadża Chogyal Sikkim

## Odznaczenia
- 1947 – Oficer Orderu Imperium Brytyjskiego (OBE)
- 1948 – Indian Independence Medal
- 1954 – Order Padma Vibhushan
- 1956 – Komandor Orderu Gwiazdy Czarnej